# Перепелиця гірська
Перепелиця гірська (Oreortyx pictus) — вид куроподібних птахів родини токрових (Odontophoridae).

## Поширення
Вид поширений на заході Північної Америки. Населяє гірський чапараль на захід від Скелястих гір від штату Вашингтон до Каліфорнійського півострова в Мексиці. Трапляється на висоті до 3000 м над рівнем моря.

## Підвиди
- O. p. pictus (Douglas, 1829): Каскадні гори у штаті Вашингтон;
- O. p. plumifer (Gould, 1837): від півдня Вашингтона до західної Невади та центральної Каліфорнії;
- O. p. russelli AH Miller, 1946: поширений у горах Малий Сан-Бернардіно на півдні Каліфорнії;
- O. p. eremophilus van Rossem, 1937: поширений у Сьєрра-Неваді на півдні Каліфорнії, на півночі Каліфорнійського півострова та крайньому південному заході Невади;
- O. p. confinis Anthony, 1889: поширений у горах Каліфорнійського півострова.